# Gahnia beecheyi
Gahnia beecheyi är en halvgräsart som beskrevs av Horace Mann. Gahnia beecheyi ingår i släktet Gahnia och familjen halvgräs.
Artens utbredningsområde är Hawaii. Inga underarter finns listade i Catalogue of Life.

## Bildgalleri

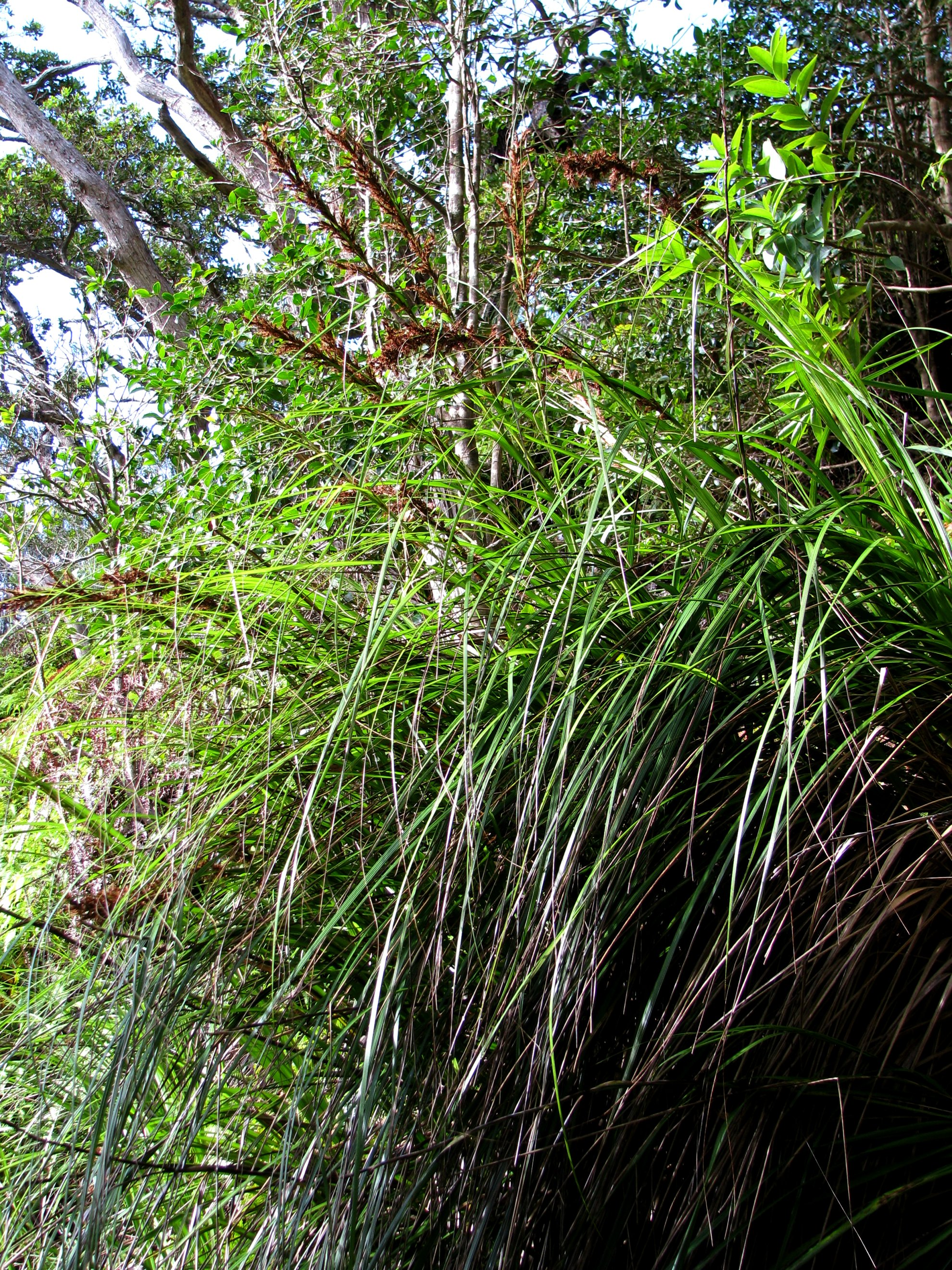
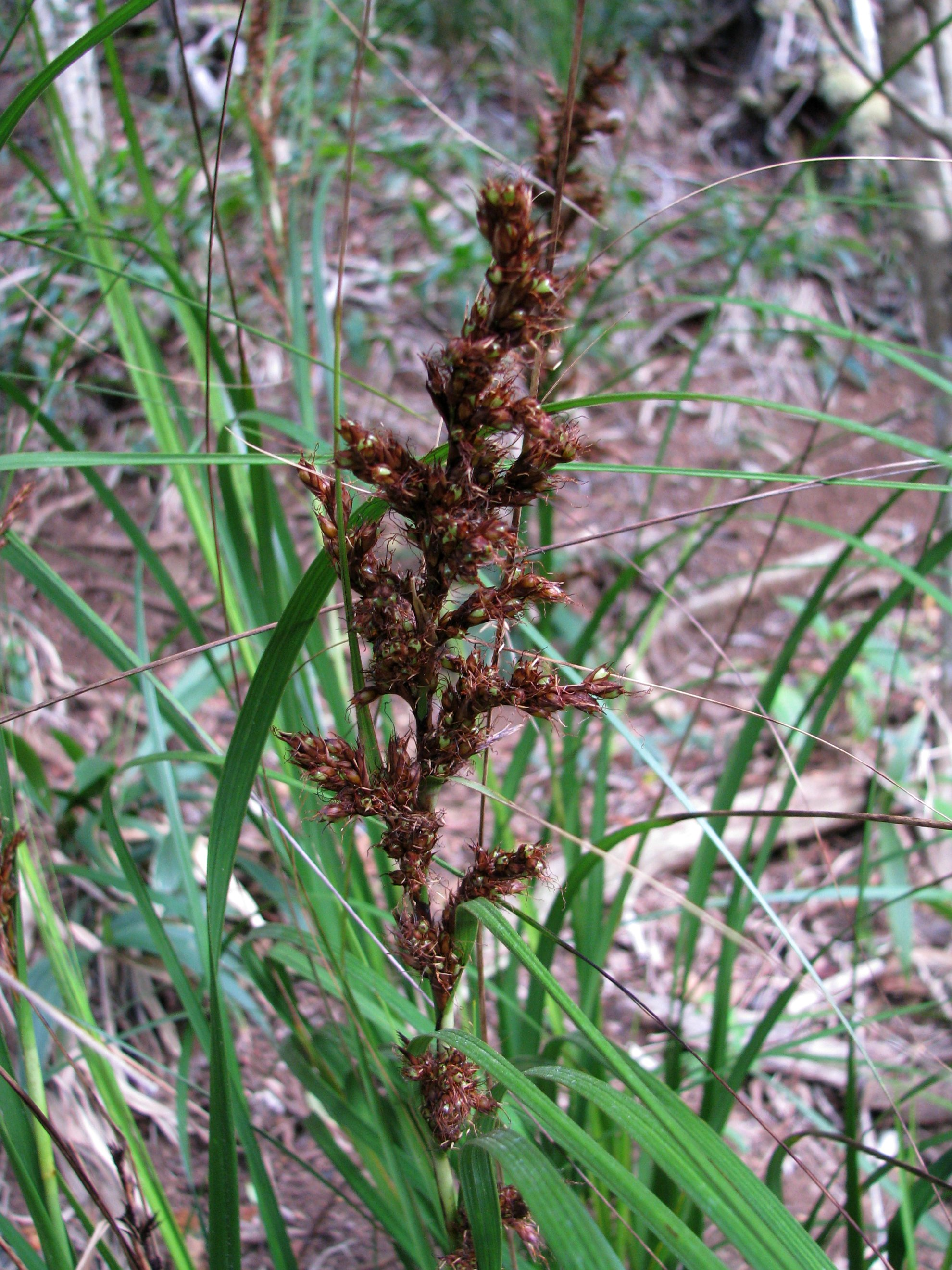
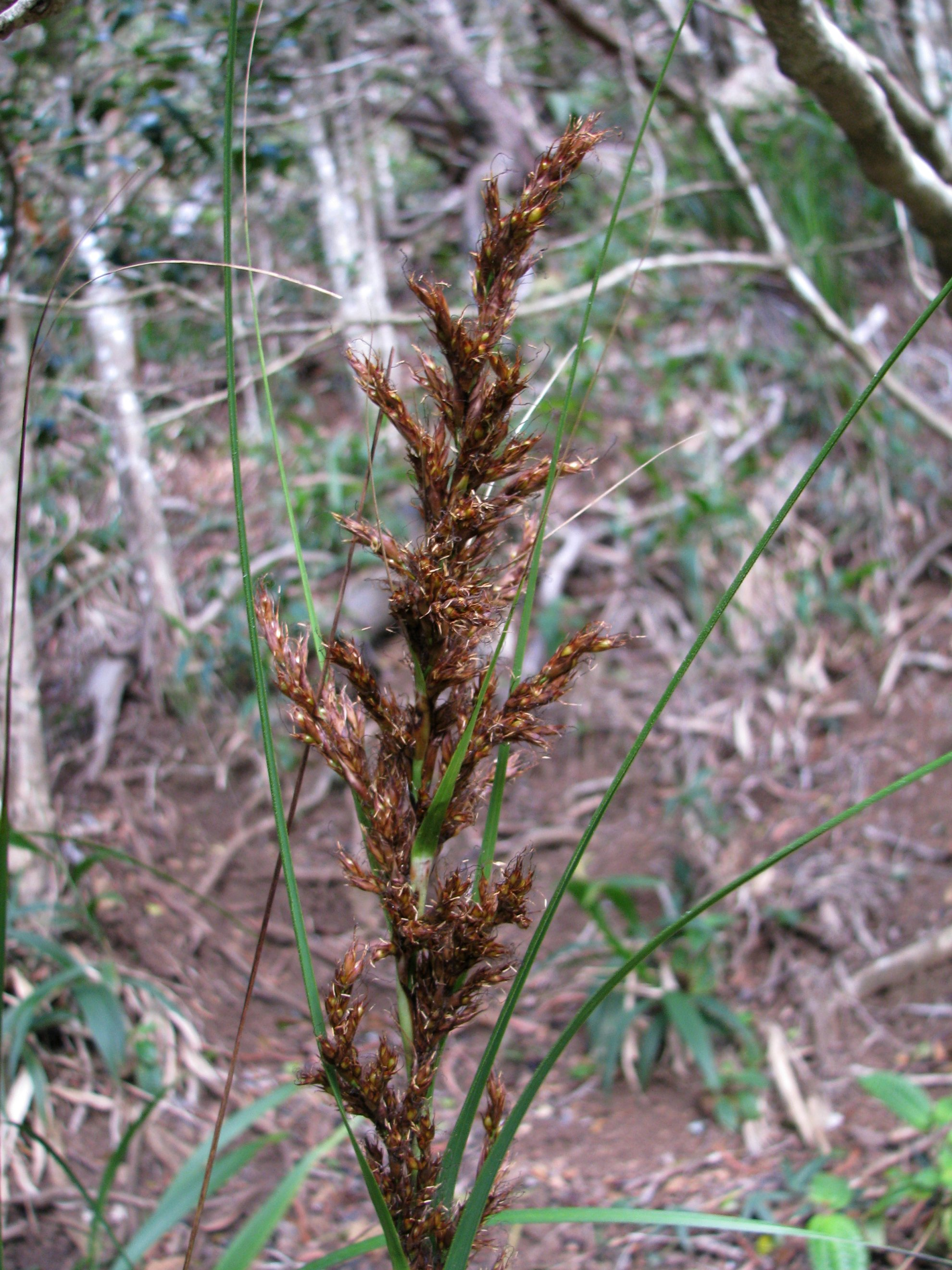
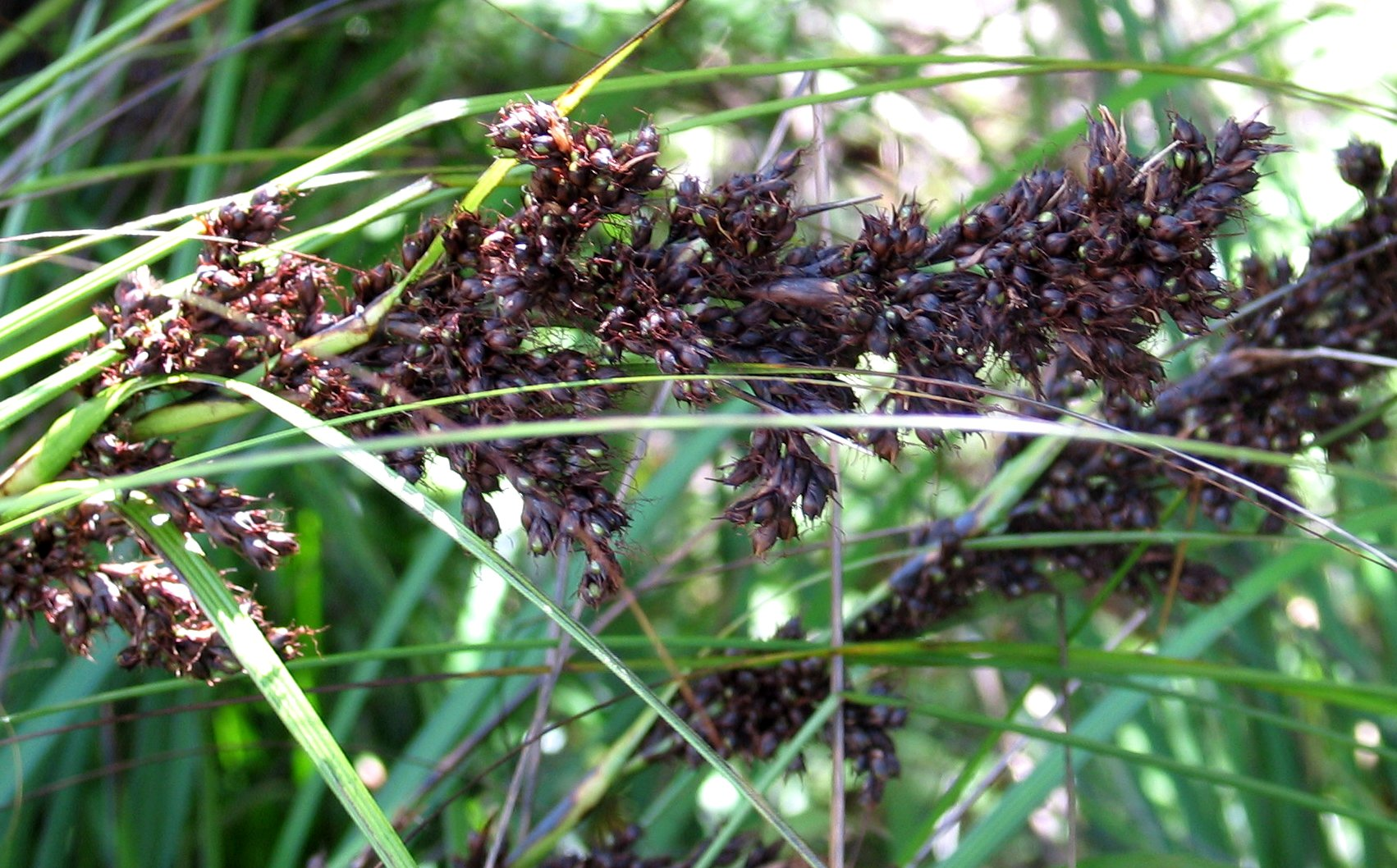